# Vysoký kámen u Smrčné
Vysoký kámen u Smrčné je přírodní památka poblíž města Jihlava v okrese Jihlava v nadmořské výšce 630–650 metrů. Geomorfologicky spadá do území Křemešnické vrchoviny. Oblast spravuje Krajský úřad Kraje Vysočina. Na území přírodní památky se nachází EVL CZ0610003 Vysoký kámen u Smrčné. Důvodem ochrany jsou květnaté bučiny svazu Fagion a suťové lesy svazu Tilio-Acerion s výskytem vzácných druhů rostlin a živočichů.

## Historie
V lokalitě lze najít pozůstatky po středověké těžbě rud: území bylo součástí jihlavského hornického revíru, těžba zde probíhala především ve třináctém a čtrnáctém století. Na vrcholu skály stávala dřevěna rozhledna, dochovány jsou z ní stále trosky základů. Územní ochrana lokality se datuje od 8. 7. 1982, kdy jí ONV Jihlava vyhlásilo jako chráněný přírodní výtvor, v roce 1992 byla ochrana překlasifikována na přírodní památku.Chráněnou přírodní památkou se oblast stala 22. 12. 2004. Kromě chráněné přírodní památky je okolí vyhlášeno jako evropsky významná lokalita Natura 2000.

## Popis
Jedná se o přírodní lokalitu na svahu kopce Vysoký kámen (661 m n. m.), pozoruhodná je zachovanými původními či původnímu stavu blízkými bučinami. Bohatě je zastoupeno bylinné patro a na něj vázaná společenství živočichů. V okolí hřebenu s mrazovými sruby se významně rozvinula společenstva suťových lesů s výskytem měsíčnice vytrvalé, lýkovce jedovatého a dalších. Geologicky je lokalita tvořena metamorfovanými horninami moldanubika, které jsou minerálně bohatší než okolní žuly a ruly, což je důvodem bohatosti zdejších porostů. Lokalita i její okolí jsou významné velkým výskytem pramenů a zastřešených studánek. V blízkosti vede dálnice D1 (kilometry 108 – 110) jejíž hluk návštěvu lokality především na jaře výrazně znepříjemňuje.

### Rostliny
Samorostlík klasnatý (Actaea spicata), plicník tmavý (Pulmonaria obscura), violka lesní (Viola reichenbachiana), česnek medvědí (Allium ursinum), sasanka pryskyřníkovitá (Anemone ranunculoides), kyčelnice devítilistá (Dentaria enneaphyllos), lýkovec jedovatý (Daphne mezereum), měsíčnice vytrvalá (Lunaria rediviva), hlístník hnízdák (Neottia nidus-avis), vemeník dvoulistý (Platanthera bifolia), kozlík dvoudomý (Valeriana dioica), řeřišnice trojlistá (Cardamine trifolia).

### Živočichové
Svižník polní (Cicindela campestris), martináč bukový (Aglia tau), ještěrka obecná (Lacerta agilis), slepýš křehký (Anguis fragilis), holub doupňák (Columba oenas), krkavec velký (Corvus corax), strakapoud prostřední (Dendrocopos medius), datel černý (Dryocopus martius), srpokřídlec bukový (Watsonalla cultraria), netopýr černý (Barbastella barbastellus).

## Přístup
K lokalitě se lze dostat z blízkého Pávova (zelená značka) nebo ze Zborné (modrá značka). Možná je též cesta z Antonínova Dolu údolím podél Pstružného potoka. K Vysokému kameni stačí podejít dálníci a vydat se po modré značce, na kterou se lze napojit zhruba 2,5 km od Antonínova Dolu.

## Galerie

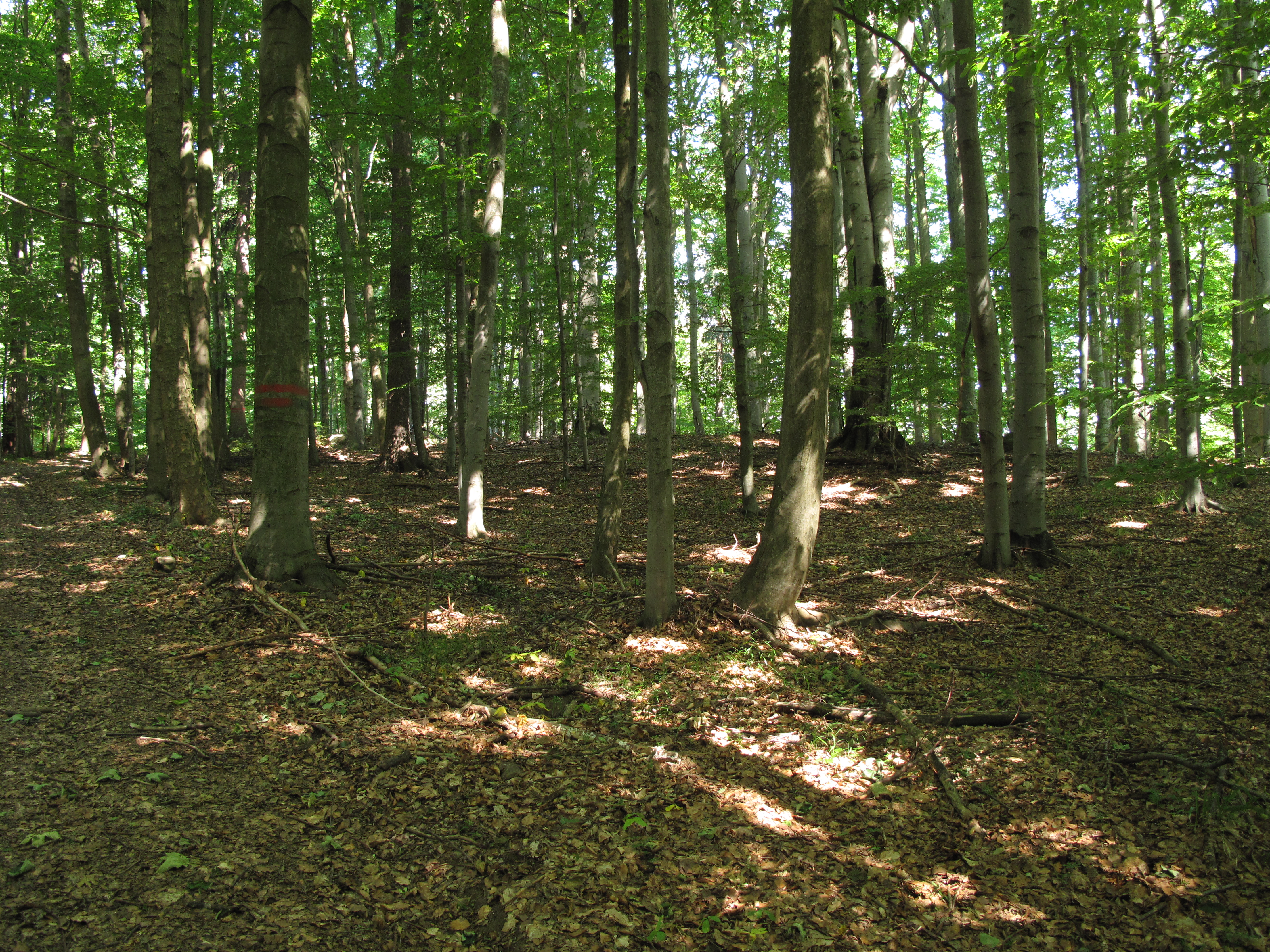
Bučina
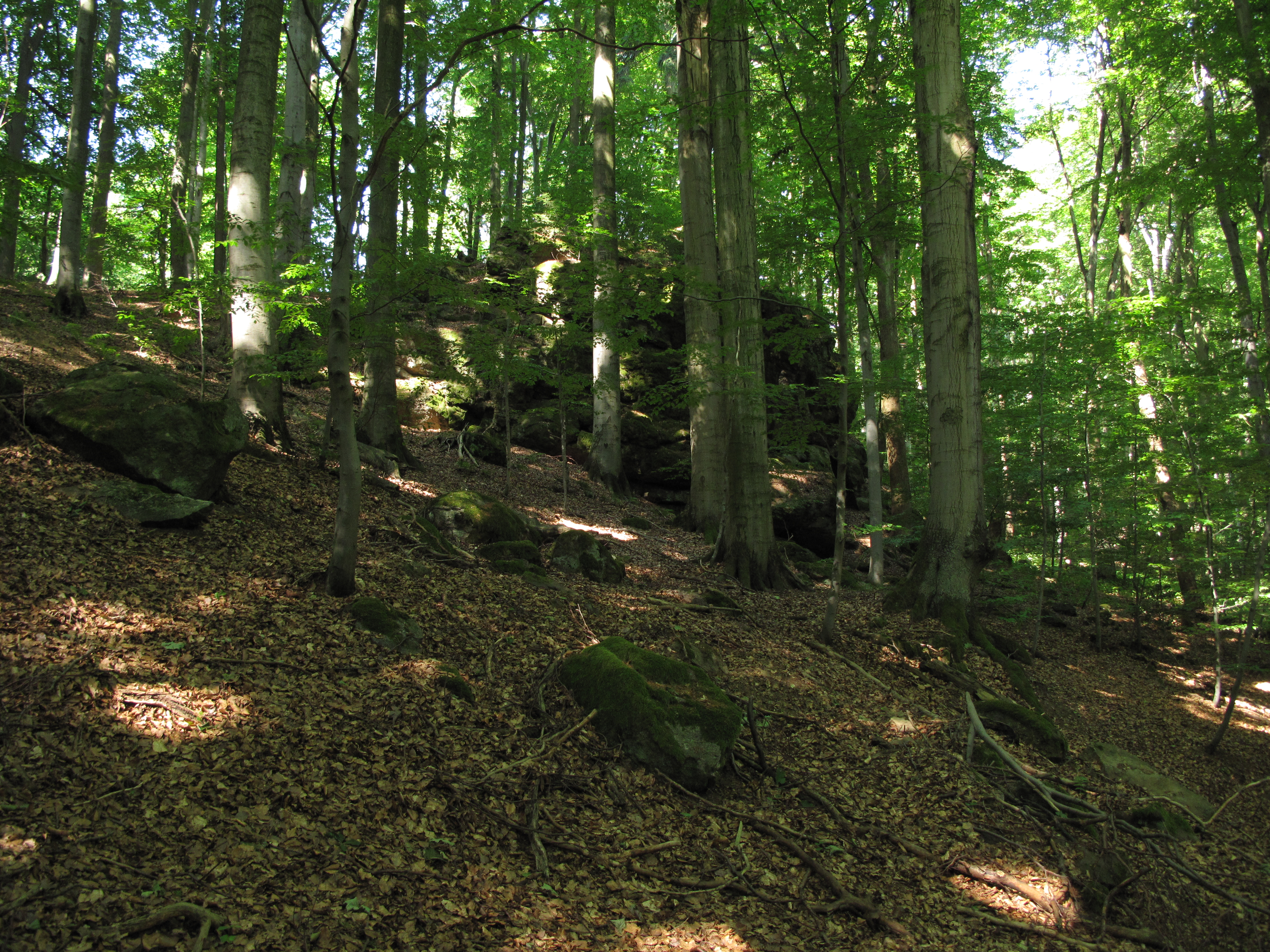
Skála
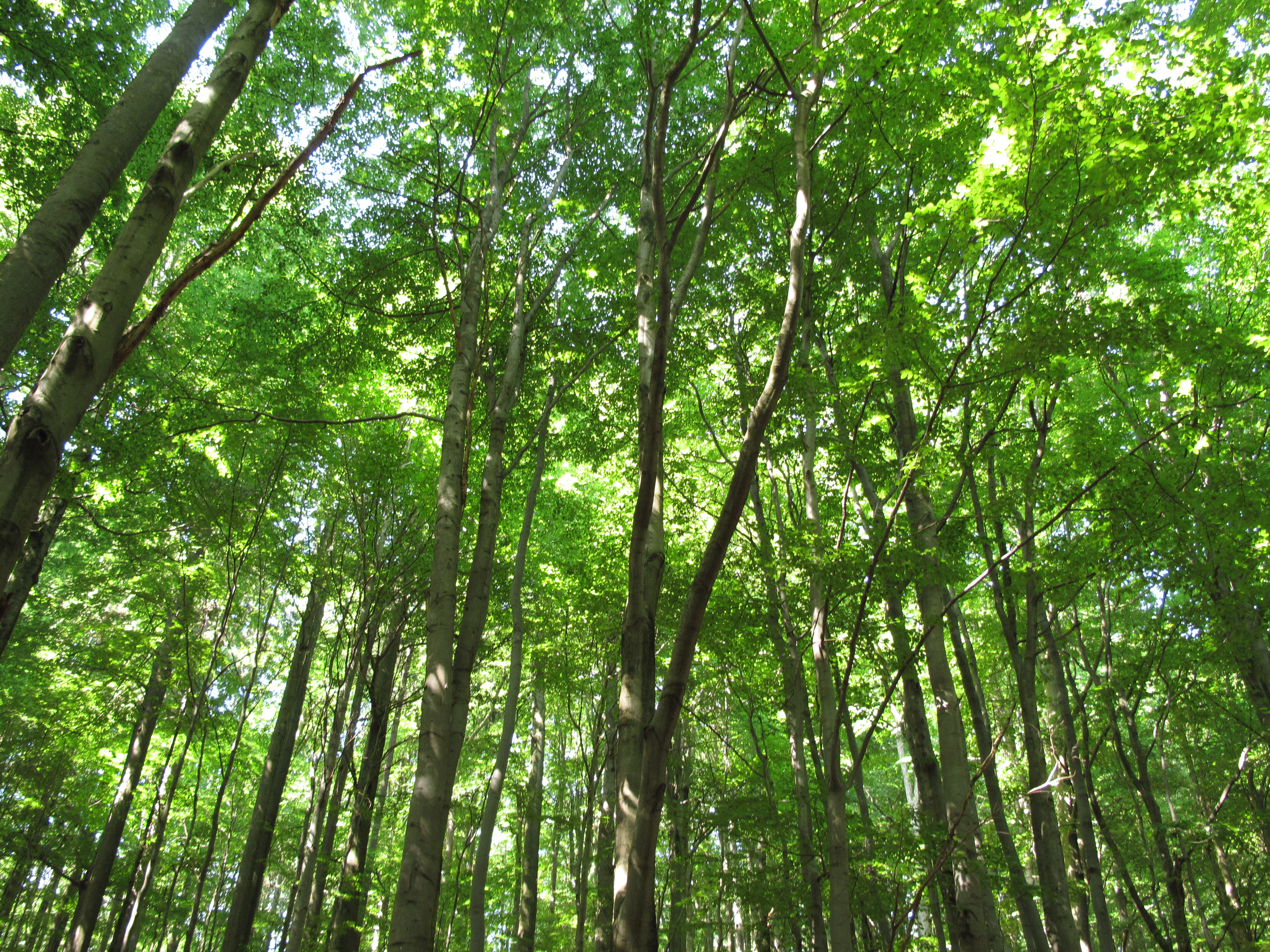
Koruny stromů
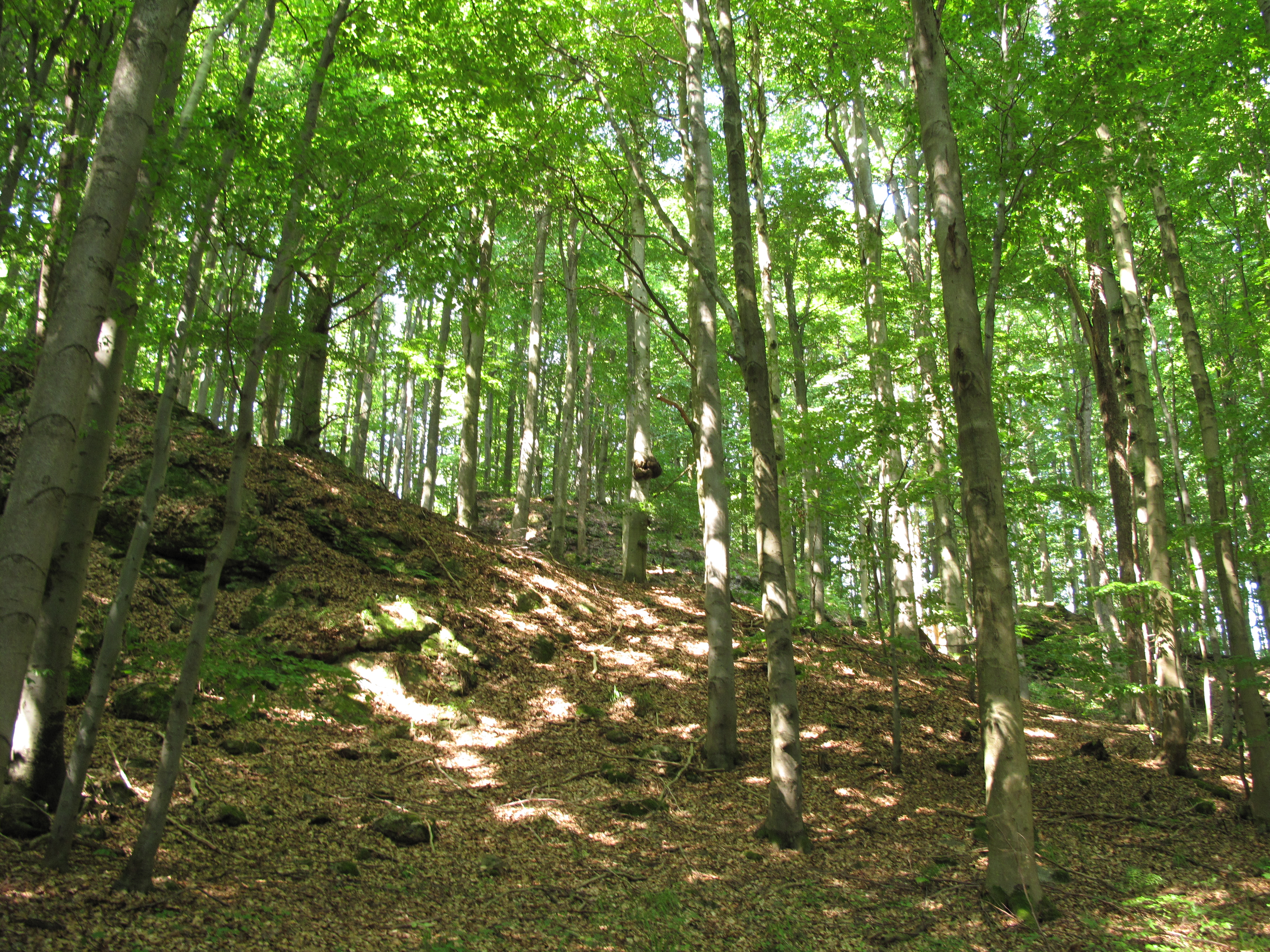
Svah